# كريستوفر تيشمان
كريستوفر تيشمان هو لاعب كرة قدم سويسري في مركز الوسط، ولد في 13 أكتوبر 1995 في Würenlos ‏ في سويسرا. شارك مع منتخب سويسرا تحت 19 سنة لكرة القدم. أما مع النوادي، فقد لعب مع نادي آراو.

## وصلات خارجية
- كريستوفر تيشمان على موقع قاعدة بيانات كرة القدم.إي يو (الإنجليزية)
- كريستوفر تيشمان على موقع Soccerway.com (الإنجليزية)
- كريستوفر تيشمان على موقع عالم كرة القدم.نت (الإنجليزية)